# Mutton Bird Island (Lord-Howe-Inseln)
Mutton Bird Island ist eine unbewohnte Insel des australischen Bundesstaats New South Wales. Sie liegt in der Tasmansee etwa zwei Kilometer vor der Ostküste der Lord-Howe-Insel.
Mutton Bird westlich direkt vorgelagert ist die sehr kleine Felsinsel Sail Rock.